# 서전주중학교
서전주중학교(西全州中學校)는 대한민국 전북특별자치도 전주시 완산구 효자동1가에 있는 공립 중학교이다.

## 학교 연혁
- 1984년 3월 1일 : 모악여자중학교 개교(6학급 360명)
- 1985년 3월 1일 : 서전주여자중학교로 교명 변경
- 1999년 3월 1일 : 서전주중학교로 교명 변경(남녀공학)
- 2021년 9월 1일 : 제17대 이윤근 교장 부임
- 2023년 1월 3일 : 제37회 졸업식 (졸업생 141명, 총계 13,962명)

## 참고 자료
- 서전주중학교 - 한국교육학술정보원 학교알리미